# Alnus sieboldiana
Alnus sieboldiana — вид квіткових рослин з родини березових. Поширення: Японія (Хонсю, Сікоку, Нансей-сьото).

## Біоморфологічна характеристика
Це великий кущ або дерево до 12 метрів і більше, багатостебельне, часто розлоге. Кора від світло-коричневої до сріблясто-сірої з помітними сочевицями. Гілочки товсті, вальцасті, світло-коричневі, голі. Листя від яйцеподібного до дельтоподібного, 5–17 × 3–9 см, верхівка від гострої до коротко загостреної, основа усічена до клиноподібної, часто нерівномірна, зверху блискуче, темно- до середньо-зеленого кольору, голе, знизу середньо- до блідо-зеленого, блискуче, голе, за винятком притиснутих волосків на жилках та волосистих домацій, з 12–15 парами втиснутих паралельних бічних жилок, зубці подвійно-зубчасті; ніжка листка 1–4 см, потовщена біля основи, від голої до рідко ворсинчастої. Тичинкові суцвіття сережкоподібні, верхівкові або пазушні вздовж стебла, поодинокі або парами, блискуче-зелені, клейкі, 10–22 × 5–10 мм, під час цвітіння досягають 40–90 × 8–15 мм, 2 листові приквітки біля основи. Маточкові суцвіття прямовисні, поодинокі, на квітконіжках 4–7 см вздовж стебла, 22–30 × 6–8 мм. Плід яйцеподібний, поодинокий (рідко групами до 5), 15–30 × 13–22 мм, зелений, чорніє при дозріванні, приквітки плоскі, 5–10 × 6–8 мм. Цвіте з березня по червень, плодоносить з вересня по жовтень.

## Середовище
Цей вид зустрічається в низовинах і передгір'ях, особливо в прибережних районах.

## Використання
Інформація про використання або торгівлю цим видом відсутня.